# Nevrland
Nevrland ist ein österreichisches Psychodrama von Gregor Schmidinger aus dem Jahr 2019 mit Simon Frühwirth und Paul Forman in den Hauptrollen. Die Premiere erfolgte am 16. Jänner 2019 im Rahmen des Filmfestivals Max Ophüls Preis, wo der Film in den Wettbewerb eingeladen war und den Preis der Jugendjury gewann. Hauptdarsteller Simon Frühwirth wurde zudem als bester Schauspielnachwuchs ausgezeichnet. Die Österreich-Premiere erfolgte im Rahmen der Diagonale in Graz im März 2019. Der österreichische Kinostart war am 13. September 2019, in Deutschland kam der Film am 17. Oktober 2019 in die Kinos. Im ORF wurde der Film erstmals am 21. Februar 2021 gezeigt.

## Handlung
Der 17-jährige Jakob lebt mit seinem Großvater und seinem Vater in einer kleinen Wohnung in Wien. Zur Finanzierung seines geplanten Kosmologiestudiums nimmt er eine Aushilfstätigkeit in jenem Schlachthof an, in dem auch sein Vater tätig ist. Die im Schlachthof erlebte alltägliche Brutalität, mit der die Schweinekörper zerlegt werden, triggert eine Angststörung neu, mit der Jakob schon länger zu kämpfen hat. In Therapiesitzungen kann er seine Angst zwar bemessen und lokalisieren, aber zunächst nicht mit ihr in Kontakt treten.
Jakob ist sich darüber im Klaren, dass er schwul ist, doch sein Sexualleben beschränkt sich auf intensiven Pornokonsum, bis er in einem Sex-Cam-Chat den 26-jährigen Kristjan kennenlernt. Zwischen den beiden entwickelt sich zunächst eine virtuelle Freundschaft. Als Jakobs Großvater plötzlich verstirbt, was Jakob schwer trifft und von seinem Vater entfremdet, nimmt Jakob seinen Mut zusammen und verabredet sich mit Kristjan. Kristjan studiert Kunst und führt Jakob, der aus einfachen Verhältnissen stammt und mit Kunst nicht viel Berührung hatte, an die Sprache der Formen und Bilder heran. Als er in seiner Wohnung von Jakob experimentelle Aktfotografie machen möchte, führt ein Missverständnis zu einer Angstattacke Jakobs; die folgende offene Aussprache mündet in Jakobs ersten Kuss und gemeinsamen Sex.
Auf Jakobs Frage, wie sich wohl der Tod anfühle, gibt ihm Kristjan eine Dosis Dimethyltryptamin, um eine Nahtoderfahrung zu provozieren. Jakob verspürt zunächst nichts, doch dann stürzen all seine Ängste auf ihn ein, reale Erinnerungen vermischen sich mit Träumen, es kommt zu surrealen Paniksituationen und selbstverletzenden Szenen, bis er schließlich in einer Neuauflage der Therapiesitzung seiner Angst persönlich gegenübersitzt: es ist er selbst im Alter von sechs Jahren, als er von seiner Mutter verlassen wurde. Nach dieser Begegnung tritt Jakob aus einer dunklen Höhle ins helle Sonnenlicht.

## Produktion
Die Dreharbeiten fanden im März und April 2018 in Wien und Oberösterreich statt. Unterstützt wurde der Film vom Österreichischen Filminstitut, vom Filmfonds Wien und vom Land Oberösterreich, beteiligt war der Österreichische Rundfunk. Produziert wurde der Film von der Orbrock Filmproduktion.
Für Ton und Sounddesign zeichneten Gregor Kienel und Thomas Pötz verantwortlich, für das Kostümbild Christine Ludwig, für das Szenenbild Conrad Moritz Reinhardt und für die Maske Stefanie Lamm. Casting Director war Lisa Oláh.

## Rezeption
„In seinem starken Langfilmdebüt Nevrland [...] hat Gregor Schmidinger nach eigener Aussage viel Autobiografisches verarbeitet: Sein Vater ist ebenfalls Fleischhauer und er litt selbst viele Jahre unter massiven Angst- und Wahnvorstellungen. Und wer weiter zu seinem Namen im Netz recherchiert, erlebt einen ausgesprochen auskunftsfreudigen jungen Mann, der wie selbstverständlich über Potenz- oder Beziehungsprobleme, Dating-Apps oder Pornokonsum in und außerhalb der Schwulenszene spricht“, schreibt Filmkritiker Simon Hauck auf kino-zeit.de und spricht von einem „fulminanten Langfilmdebüt“.
Jens Balzer bezeichnete den Film in der Zeit als symbolisch hoch aufgeladene, schön fotografierte und rhythmisierte Erzählung von der Sinn-, Selbst- und Sexsuche eines heranwachsenden Mannes. Er befand, dass sich die symbolische Überfrachtung der Story in gelegentlich etwas ungünstig wirkender Weise mit der mangelnden Originalität der Symbolik paare. „Wenn die Bilderrätsel derart simpel zu lösen sind wie in Nevrland, geht der Witz der Verrätselung irgendwie flöten.“
Andrey Arnold schrieb in der Tageszeitung Die Presse, dass die lautstarke Ästhetik Schmidingers seine Zugehörigkeit zum heimischen Regienachwuchs verrate. Wie Monja Art (Siebzehn) und Katharina Mückstein (L’Animale) setze er lieber auf Affekt denn auf Distanz. Als filmische Inspirationsquelle erkennbar sei Gaspar Noé. Im Kontext der heimischen Filmlandschaft wirke die pulsierende Direktheit druckvoll und erfrischend. Dennoch überzeuge sie nur bedingt. Zu tief greife Schmidinger bei seiner Typen- und Milieuschilderung in die Klischeekiste, zu abgenutzt wirken sein Symbolkatalog und sein Effekt-Arsenal. Oft erscheine die surreale Künstlichkeit des Films arg angestrengt – oder nicht konsequent genug. „Doch einem Debüt kann man solche Dinge leicht verzeihen. Nevrland strotzt vor Ehrgeiz und Übermut. Allein das kann dem Ösi-Kino nicht schaden.“

## Auszeichnungen und Nominierungen
Filmfestival Max Ophüls Preis 2019
- Bester Schauspielnachwuchs (Simon Frühwirth)
- Preis der Jugendjury

Diagonale 2019
- Thomas-Pluch-Drehbuchpreis (Spezialpreis der Jury; Gregor Schmidinger)[11]
- Schauspielpreis für Simon Frühwirth[12][13]

Filmfestival Kitzbühel 2019
- Auszeichnung als Bester Spielfilm[14]

Heimatfilmfestival 2019
- Preis der Jugendjury[15]

Österreichischer Filmpreis 2020

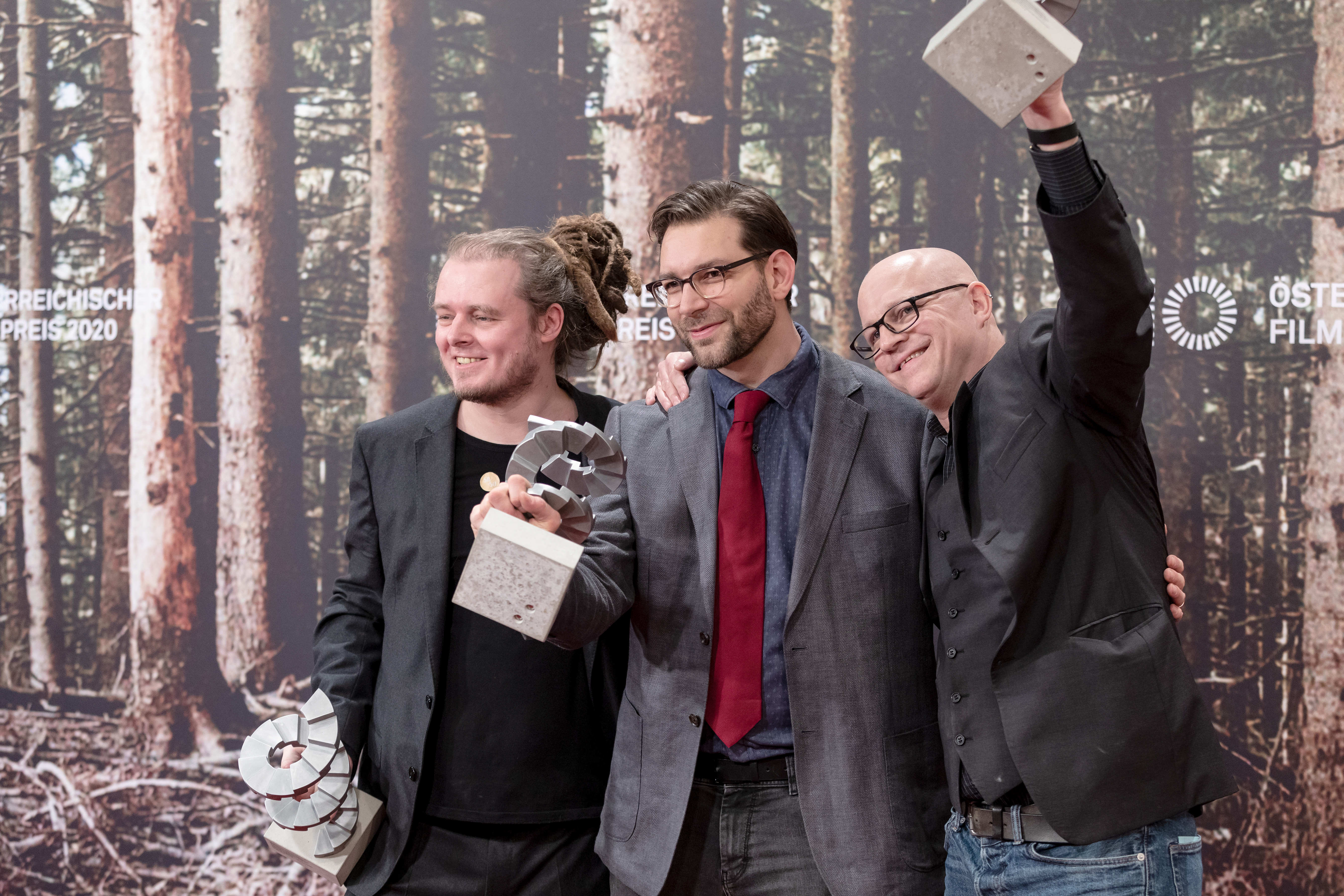
Thomas Pötz, Gregor Kienel und Rudolf Gottsberger (Österreichischer Filmpreis 2020)

- Auszeichnung in der Kategorie Beste männliche Nebenrolle (Josef Hader)[16]
- Nominierung in der Kategorie Beste männliche Nebenrolle (Wolfgang Hübsch)
- Auszeichnung in der Kategorie Beste Kamera (Jo Molitoris)
- Nominierung in der Kategorie Bester Schnitt (Gerd Berner)
- Nominierung in der Kategorie Bestes Szenenbild (Conrad Moritz Reinhardt)
- Auszeichnung in der Kategorie Beste Tongestaltung (Originalton: Gregor Kienel, Sounddesign: Thomas Pötz, Rudolf Gottsberger, Mischung: Thomas Pötz)

Romyverleihung 2020
- Nominierung in der Kategorie Bester Nachwuchs männlich (Simon Frühwirth)[17]